# 8e Congres van de Koreaanse Arbeiderspartij

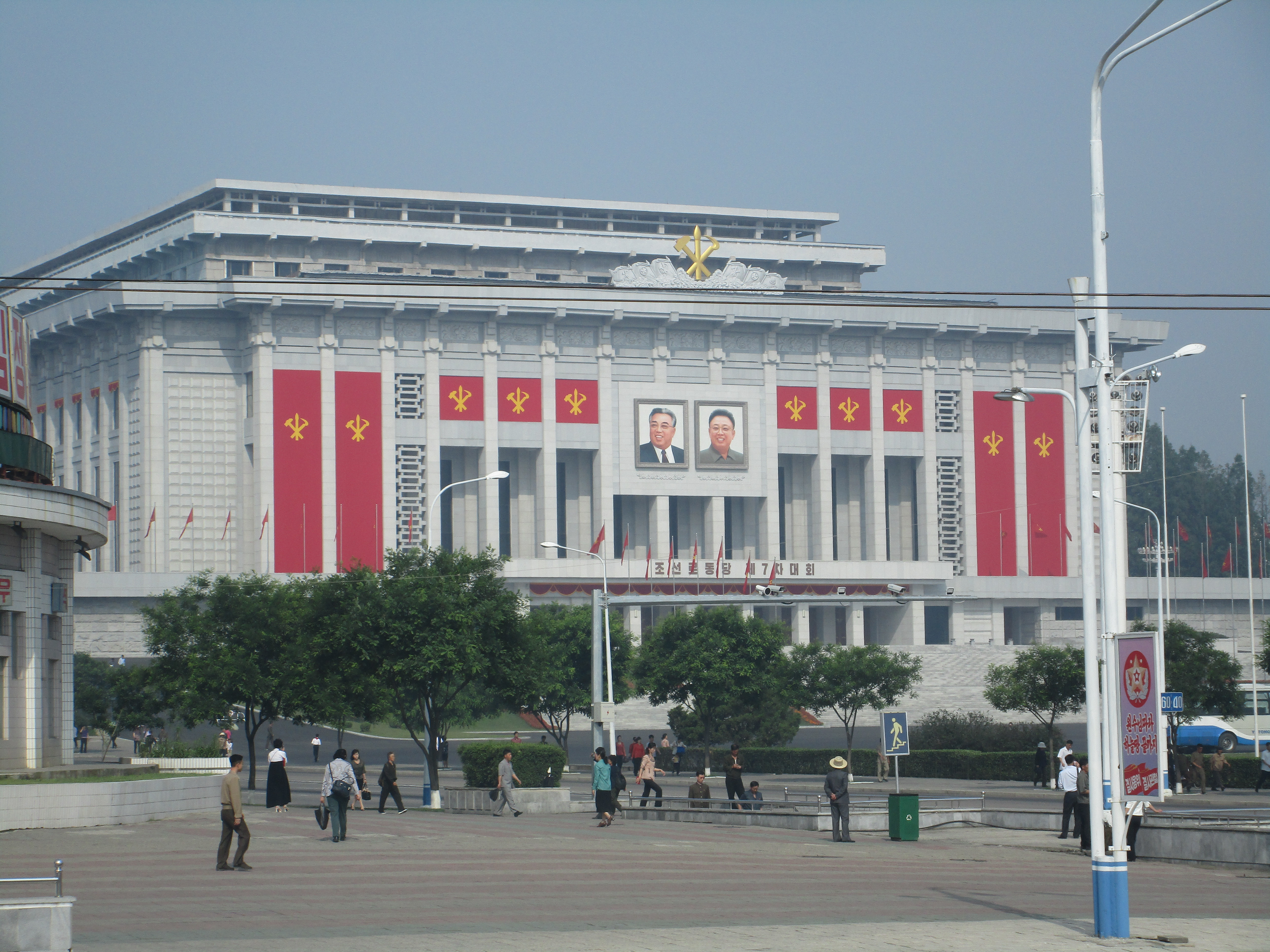
Het Cultuurpaleis in Pyongyang waar de congressen van de Koreaanse Arbeiderspartij worden gehouden.

Het 8e Congres van de Koreaanse Arbeiderspartij vond plaats van 5 januari tot en met 12 januari 2021. Het vorige, 7e Congres, vond plaats van 6 tot en met 9 mei 2016. Partij- en staatsleider Kim Jong-un (c. 1984) gaf tijdens zijn toespraak op 6 januari aan dat het economische beleid de afgelopen jaren had gefaald. Economische hervormingen werden desondanks niet aangekondigd, wel werd een nieuw vijfjarenplan door het Congres goedgekeurd. Tijdens het Congres werd het 8e Centraal Comité van de partij gekozen evenals de 8e Centrale Controlecommissie van de Koreaanse Arbeiderspartij.
Tijdens de vierde dag van het Congres maakte Kim Jong-un kenbaar dat hij het kernwapenarsenaal van Noord-Korea wil gaan uitbreiden.
Op 10 januari 2021 werd Kim Jong-un gekozen tot secretaris-generaal van de Koreaanse Arbeiderspartij. Tijdens het eerste plenum van het nieuwe Centraal Comité werd de zus van Kim Jong-un, Kim Yo-jong, niet herkozen als lid van het Politbureau van het Centraal Comité van de Koreaanse Arbeiderspartij.
Ondanks dat het Congres plaatsvond te midden van de mondiale Covid-19-pandemie, werd hierover tijdens het congres zelf met geen woord gerept.

## Verwijzingen
Juche · Sŏn’gun ·
Congres (8e Congres) · Centraal Comité (8e Centraal Comité) · Secretariaat · Centrale Militaire Commissie · Centrale Controle Commissie · Politbureau (8e Politbureau) ·
Presidium van het Politbureau van de Koreaanse Arbeiderspartij (Leden) · Secretaris-generaal van de Koreaanse Arbeiderspartij (Lijst)